# Спаск-Даљни
Спаск-Даљни (рус. Спасск-Дальний) град је у Русији у Приморској Покрајини. Према попису становништва из 2010. у граду је живело 44.166 становника.

## Географија
Град се налази у Приханкајској низији на обали језера Ханка. Рељеф око града је углавном раван, са малим брежуљцима чија висина не прелази 150-220 m. Близу града протичу реке Спасовка и Куљешовка.
Спаск-Даљни је станица на Транссибирској железници. Аутупут М60 између Хабаровска и Владивостока пролази у близини града.

## Историја
Први досељеници из западних делова Русије су се у подручју Спаска појавили 1886. Они су основали Спаскоје село које је 1917. постало град Спаск-Даљни. Током грађанског рата Спаск-Даљни је био поприште тешких борби између Белих и Црвених.

## Становништво
Према прелиминарним подацима са пописа, у граду је 2010. живело 44.166 становника, 7.525 (14,56%) мање него 2002.
| 1939.  | 1959.  | 1970.  | 1979.  | 1989.  | 2002.  | 2010.  |
| ------ | ------ | ------ | ------ | ------ | ------ | ------ |
| 23.030 | 39.580 | 45.138 | 53.242 | 60.060 | 51.691 | 44.173 |

## Привреда
Спаск-Даљни је био основан као центар грађевинске индустрије у Приморју, због великих резерве кречњака, глине и грађевинског песка у својој околини. Тренутно је највеће предузеће АД Спасктсемент, која је послује од 1907, и може да произведе до 3,5 милиона тона цемента годишње. Цементара је заступљена у грб Спаска-Даљног.
Кнорингске или ханкајске наслаге мермера налази се у Спаском дистрикту. Постоји још само три сличне наслаге у свету.
Спаски округ је један од водећих пољопривредних региона Приморје. Због посебне микроклиме у Приханкајској низији, поврће и воће овде сазрева раније него у другим регионима Приморја.

### Туризам
Постоји више од двадесет историјских и културних споменика у Спаску-Даљном, више од половине њих је посвећена учесницима грађанског рата на Руском далеком истоку који су подржавали бољшевике. Ту су и споменици везани за догађаје из Другог светског рата.